# هدیه آزیدهاک
هدیه آزیدهاک (زاده ١٠ آبان ١٣٧٠) بازیگر ایرانی است.

## زندگی و حرفه
هدیه آزیدهاک در ١٠ آبان ١٣٧٠ در شمیرانات به دنیا آمد. هدیه آزیدهاک فعالیت هنرى خود را با حضور در تئاتر شروع کرد. او بعد از گذراندن ٣ ساله به عنوان دانشجو در آکادمى هنرى تئاتر استاد سمندریان وارد عرصه تئاتر شد. او با بازى در سریال تلویزیونى خودخواسته به مردم معرفى شد و در فیلم سینمایی آزردگان به کارگردانى مهدى فرد قادرى به عنوان نقش اصلى بازى کرده است.

### تلویزیون
| سال  | نام سریال    | کارگردان        | شبکه   |
| ---- | ------------ | --------------- | ------ |
| ۱۳۹۸ | در کنار هم ۲ | داریوش جهانگیری | شبکه ۲ |
| ۱۳۹۹ | خودخواسته    | علیرضا بذرافشان | شبکه ١ |
| ۱۴۰۳ | یزدان        | منوچهر هادی     | شبکه ۳ |

### شبکه نمایش خانگی
| سال  | نام سریال  | کارگردان      | پخش       |
| ---- | ---------- | ------------- | --------- |
| ۱۴۰۰ | آمستردام   | مسعود قراگوزل | تماشاخانه |
| ۱۴۰۳ | سریال غربت | امیر پورکیان  | نماوا     |
| ۱۴۰۳ | ازازیل     | حسن فتحی      | نماوا     |

### سینما
| سال  | نام فیلم | کارگردان       |
| ---- | -------- | -------------- |
| ۱۴۰۰ | آزردگان  | مهدی فرد قادری |

### تئاترها
| سال  | نام تئاتر    | کارگردان            |
| ---- | ------------ | ------------------- |
| ۱۳۹٧ | لعنت آباد    | سیامک زین الدینی    |
| ۱۴۰۱ | گالیله       | شهاب الدین حسین پور |
| ۱۴۰۲ | سلام خداحافظ | شهاب الدین حسین پور |